# Calliandra
Calliandra é um gênero botânico exclusivamente neotropical com 132 espécies de plantas com flores que pertence à família Fabaceae. Essas espécies estão presentes na Ásia, África, América do Norte, América Central, América do Sul e Austrália. Podem ser arbustos ou pequenas árvores de folhas bipinadas. Suas flores tem formato globoso e são formadas por inúmeros estames longos e finos. Tem vários nomes populares, como: Arbusto-chama, Diadema, Esponjinha, Esponjinha-sangue, Esponjinha-vermelha, Mandararé, Topete-de-pavão.
O gênero Calliandra foi estabelecido por Bentham (1844) e inclui espécies da subfamília Mimosoideae com androceu polistêmone e monadelfo que possuem um tipo de legume caracterizado pela deiscência longitudinal elástica a partir do ápice e valvas com margens espessadas. O gênero foi recentemente revisado por Barneby (1998) que o expurgou dos elementos africanos e asiáticos de modo que, na sua atual circunscrição.

## Características Gerais
A caliandra é uma planta arbustiva, lenhosa e muito florífera. Apresenta caule ramificado e folhas compostas, bipinadas e opostas, com folíolos pequenos, de cor verde-escura. As inflorescências são do tipo umbela, com flores pentâmeras e vermelhas, caracterizadas pelos longos e sedosos estames, que dão ao conjunto da inflorescência um aspecto de pompom. É uma espécie muito ornamental, devido principalmente ao charme de suas flores felpudas. Ela é excelente para formar cercas vivas topiadas ou renques informais. Também pode ser plantada isolada, criando um certo destaque ao jardim quando está florida.
Deve ser cultivada a pleno sol, em solo fértil e drenável, mas sem necessidade de cuidados especiais, por ser bastante rústica. As podas de formação estimulam o adensamento da planta. Multiplica-se por estacas e sementes e é tolerante ao frio.

## Ecologia e distribuição
A Calliandra geraisensis é uma espécie endêmica da Serra da Tromba, no município de Piatã (Bahia). Ocorre em ambiente de campo cerrado praticamente sem árvores, sobre solo arenoso compactado a uma altitude de cerca de 1.300 msm. Este tipo de paisagem é localmente conhecido como "gerais", de onde é derivado o epíteto específico. Foi encontrado material florido e frutificado no mês de novembro.
A Chapada Diamantina é um dos principais centros de diversidade de Calliandra, onde ocorrem 40 espécies, sendo 30 delas endêmicas desta região (Souza 1999, Souza 2001). Destas espécies, 19 foram descritas a partir de 1980 (Renvoize 1981, Mackinder & Lewis 1990, Barneby 1998) demonstrando o grau de desconhecimento florístico da região e a complexidade taxonômica do gênero. Nesta área ocorre um grande maciço montanhoso que ocupa a maior parte da região central do Estado da Bahia.

## Taxonomia

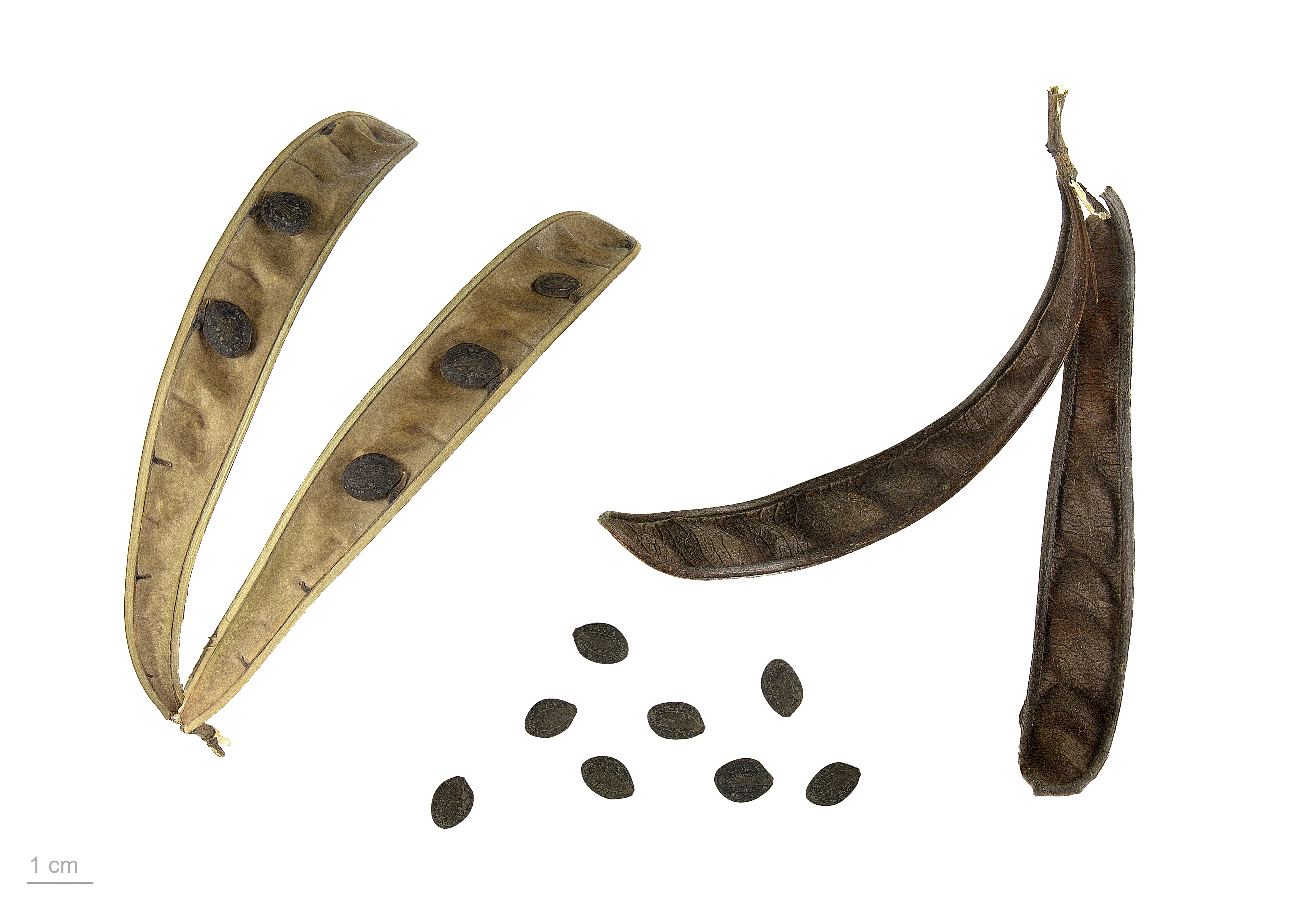
Calliandra calothyrsus - MHNT

Calliandra geraisensis pertence à seção Calliandra (sensu Barneby 1998) e é mais semelhante a C. calycina Benth., uma espécie relativamente bem distribuída na Chapada Diamantina, mas que, até o momento, não foi coletada na serra da Tromba (Souza 1999).

Estas espécies aproximam-se pela disposição ascendente das folhas e folíolos lineares e contíguos. No entanto, C. geraisensis diferencia-se de C. calycina pelo hábito mais depauperado de subarbusto com xilopódio e ramos virgados, pelas folhas dísticas, laxamente dispostas nos ramos, e pelo perianto quase glabro, sem tricomas glandulares e com tricomas tectores apenas nos lobos do cálice. Enquanto C. calycina, por sua vez, é um arbusto robusto com caule ramificado, folhas espiraladas fortemente congestas e imbricadas no ápice dos ramos e perianto esparsamente púberulo a glabro e com tricomas.

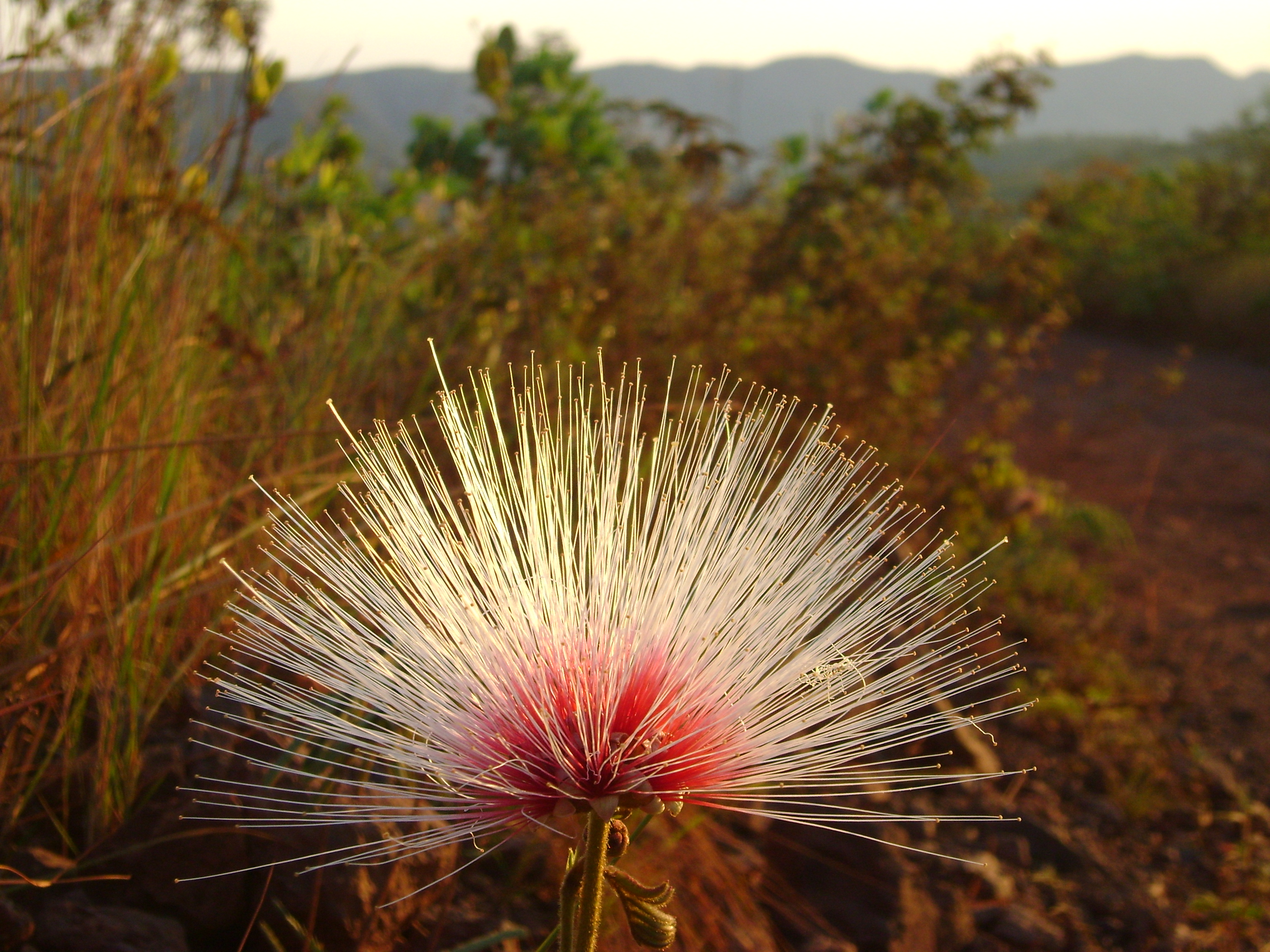
Flor Calliandra do Cerrado no Parque Nacional da Chapada dos Veadeiros

## Espécies selecionadas
- Calliandra bella Benth.
- Calliandra biflora Tharp
- Calliandra brevipes Benth.
- Calliandra californica Benth.
- Calliandra chilensis Benth.
- Calliandra conferta Benth.
- Calliandra cruegeri Griseb.
- Calliandra depauperata Benth.
- Calliandra eriophylla Benth.
- Calliandra erubescens Renvoize
- Calliandra foliolosa Benth.
- Calliandra grandiflora (L'Hér.) Benth.
- Calliandra guildingii Benth.
- Calliandra haematocephala Hassk.
- Calliandra haematomma (Bertero ex DC.) Benth.
- Calliandra harrisii Benth.
- Calliandra houstoniana (Mill.) Standl.
- Calliandra humilis Benth.
- Calliandra inaequilatera Rusby
- Calliandra juzepczukii Standl.
- Calliandra laxa (Willd.) Benth.
- Calliandra macrocalyx Harms
- Calliandra macrocephala Benth.
- Calliandra parviflora Benth.
- Calliandra parvifolia (Hook. & Arn.) Speg.
- Calliandra peninsularis Rose
- Calliandra physocalyx H. M. Hern. & M. Sousa
- Calliandra purpurea (L.) Benth.
- Calliandra riparia Pittier
- Calliandra spinosa Ducke
- Calliandra surinamensis Benth.
- Calliandra tergemina (L.) Benth.
- Calliandra tweediei Benth.